# Zwenkau
Zwenkau est une ville de Saxe (Allemagne), située dans l'arrondissement de Leipzig, dans le district de Leipzig.

## Lieux et monuments
- Le parc d'attractions Belantis.